# Лакское народное движение
Лакское народное движение «Кази-Кумух» (ЛНД) — лакское этнонациональное движение, первоначально возникшее на фоне проблем переселения Новолакского района. С 1992 года движение возглавлял Магомед Хачилаев. 

## История движения
К 1990 году противоречия между отдельными народами Дагестана обозначились особенно ясно, а 1991 превратил Дагестан в весьма опасную конфликтную зону, где собственно этническое противостояние часто могло перейти в прямые межэтнические столкновения. Основными выразителями национальных интересов в рассматриваемый период стали этнические организации, практически мононациональные по своему составу, превратившиеся по существу в национальные политические партии. 
Бурный протест со стороны кумыкского народа и КНД вызвало решение III съезда народных депутатов по «восстановлению Ауховского района». Согласно этому решению было постановлено переселить лакское население Новолакского района на территорию севернее Махачкалы. Весной 1992 года это привело к обострению кумыкско-лакских противоречий, которые также могли привести к столкновениям, чреватым перерастанием в серьёзный конфликт с участием не только лакцев и кумыков, но и аварцев, чеченцев, представителей других национальностей Дагестана. Причиной противостояния стало восстановление Кумторкалинского района и воссоздание на новой территории Новолакского района. Руководство ЛНД «Кази-Кумух» проявило компромиссный подход, когда руководство КНД «Тенглик» выступило против создания на указанной территории, которая считается кумыкской, лакского района, чрезвычайный сход лакского народа в феврале 1993 года снял требования об обязательном создании для лакских переселенцев отдельного района и выразил согласие войти в состав вновь создаваемого Кумторкалинского района. 
В 1992 году во время начала Грузино-Абхазского конфликта Лакское народное движение «Кази-Кумух» поддержало Абхазию.
Магомед Хачилаев считал, что национальные движение должны объединиться в одно общедагестанское. Это не должно быть чисто механическим объединением, движения в составе этого объединения приобретут новые качества. Новое движение должно быть истинно народным. События 20-21 мая 1998 года, связанные с захватом дома Правительства РД, которые по замыслу их организаторов имели далеко идущие планы – создание в Дагестане исламской республики, многие дагестанцы связывают с деятельностью лидеров лакского движения. Таким образом, лидеры ЛНД дискредитировали себя и движение в глазах общественности. Отношение лакского народа к ЛНД изменилось в худшую сторону. После убийства Магомеда Хачилаева 31 марта 2001 года в Махачкале состоялся 8 съезд, на котором обсуждался вопрос о необходимости существования ЛНД. Съезд решил, что все программные цели будут реализовываться конституционными методами. На этом же съезде лидером ЛНД был избран М. С. Омаров.
Самыми массовыми общественно-политическими организациями Дагестана в 90-е годы являлись национальные движения. Пик политической активности национальных движений пришёлся на 1991–1992 года. С середины 90-х наблюдается сильный спад активности и влияния национальных движений. Тем не менее в общественно-политической жизни Дагестана заметную роль продолжают играть аварское, лакское, кумыкское, лезгинское, чеченское, ногайское и другие национальные движения. К концу этого периода общее улучшение общественно-политической ситуации в Дагестане способствовало падению роли и влияния национальных движений. Целый ряд из них заявили о самороспуске, в том числе и Кази-Кумух.

## Политические требования
Основными программными требованиями этого движения являются поддержка и консолидация устремлений лакского народа, направленные на демократизацию общества, защиту национальных ценностей и прав.

## Название
Название движения «Кази-Кумух» связано с наименованием села Кази-Кумух, которое было историческим этническим центром лакцев.